# Santi Vito e Modesto
Santi Vito e Modesto ou Igreja dos Santos Vito e Modesto é uma igreja de Roma, Itália, localizada no rione Esquilino, ao lado do Arco de Galiano e encostada na antiga Muralha Serviana. Nesta área, onde ficava o Macelo de Lívia, mais tarde foi o local do martírio de muitos cristãos. É dedicada aos Santos Vito e Modesto e sede da paróquia de Santa Maria Maggiore in San Vito, criada pelo papa Leão XII em 1 de novembro de 1824 através da bula "Super universam".
O cardeal-diácono protetor da diaconia dos Santos Vito, Modesto e Crescência é Giuseppe Bertello, o presidente da Pontifícia Comissão para o Estado da Cidade do Vaticano e governador da Cidade do Vaticano.

## História
Esta igreja foi mencionada pela primeira vez, com o nome de San Vito in Macello Martyrum, na biografia do papa Leão III no Liber Pontificalis, entre os séculos VIII e IX. Um macelo era um mercado coberto romano e é possível que seja uma referência ao antigo Macelo de Lívia. A igreja foi descrita como uma diaconia, um centro local de atividades da igreja, e recebeu doações do papa Leão. Isto implica que ela teria sido fundada quando ainda havia uma população residente nas imediações, provavelmente no século VI, pois o Esquilino começou a perder seus habitantes nesta época. O primeiro cardeal a receber o título de cardeal-diácono desta diaconia foi Leão de Óstia, um monge beneditino.
Neste mesmo período, uma lenda sem fundamentação histórica descrevendo o martírio de São Vito ganhou enorme popularidade. Ela associava seu nome com um casal de mártires, Modesto e Crescência, ele, seu tutor durante a infância e ela, uma enfermeira. Por isto, a igreja foi rebatizada como San Vitale e Modesto in Macello Martyrum, que também era o nome da diaconia. Depois, o nome desta passou a ser Santi Vitale, Modesto e Crescentia, mas a igreja ficou conhecida apenas como Santi Vito e Modesto, e o epíteto in Macello Martyrum foi esquecido.
Foi completamente reconstruída pelo papa Sisto IV em 1474, num local diferente, supostamente perto do original, e colocada aos cuidados de monges cistercienses, que construíram um pequeno mosteiro ao lado da igreja, que passou a servir como residência do procurador-geral da ordem. Ela passou por novas restaurações nos séculos XVII e XIX. A expansão do rione para além da Muralha Serviana resultou na alteração da orientação da igreja, que ganhou uma nova fachada na via Carlo Alberto. Estas modificações, realizadas no início do século XX, foram eliminadas na última reforma, realizada na década de 1970, que retornaram a igreja à antiga estrutura, com a entrada principal na via San Vito. Ao lado da igreja está o Oratorio di Santa Maria Immacolata della Concezione.

## Arquitetura e arte

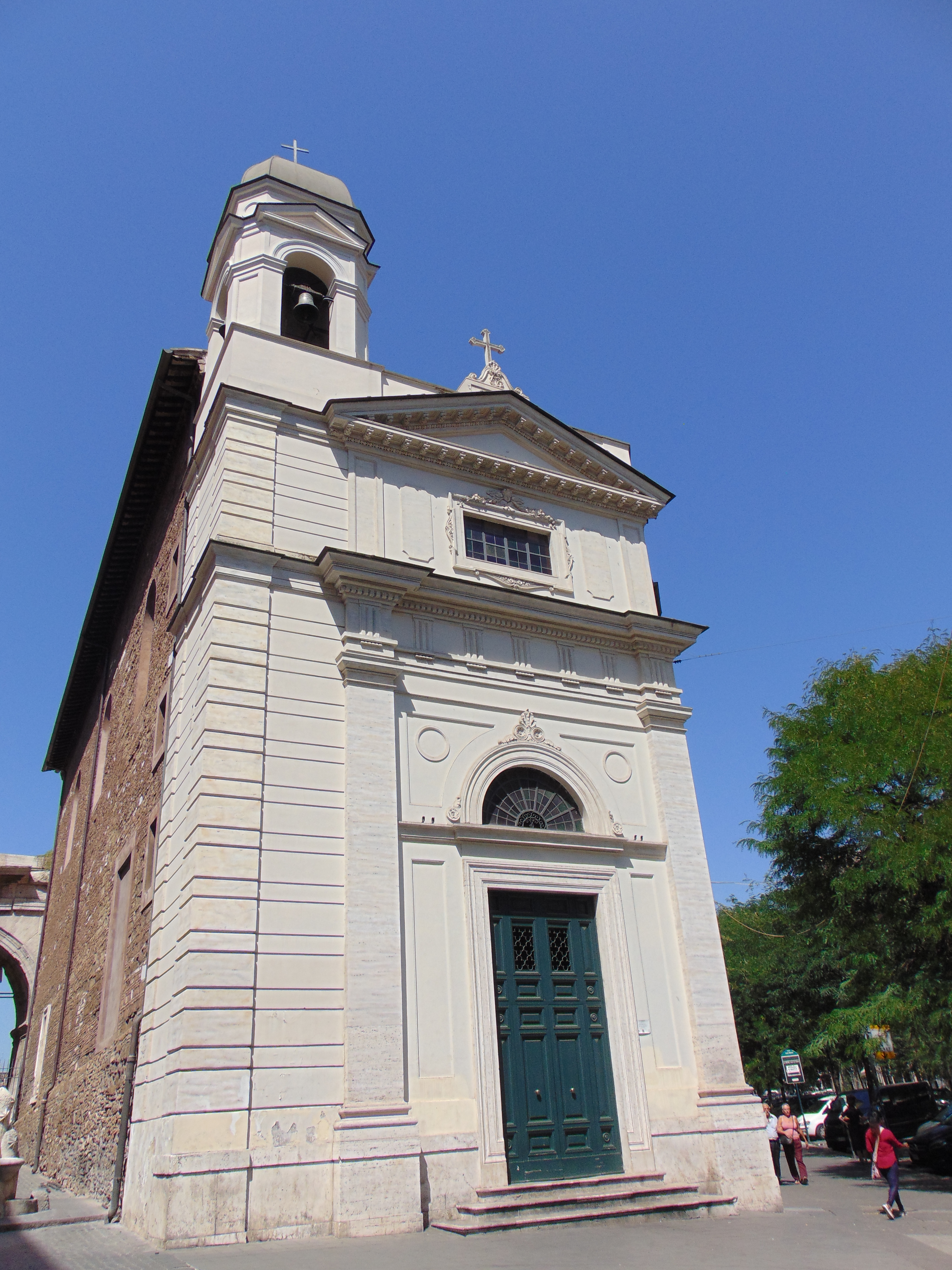
Fachada da igreja na via San Carlo, em 2019

A igreja tem uma planta retangular de nave terminada em uma abside semicircular e coberta por um teto em caixotões. Na restauração mais recente, todas as adições do século XIX no interior também foram eliminadas.
Na parede da direita está um marco romano inscrito que, segundo a tradição, marca o local no qual muitos cristãos, inclusive São Vito, foram mortos; além disso, está ali também uma edícula renascentista com um afresco atribuído a Melozzo da Forlì ou a Antoniazzo Romano, "Madona com o Menino e Santos". Uma outra edícula similar esta na parede da esquerda, decorada com um afresco do século XIX da "Madona oferecendo o Santo Rosário a São Domingos e Santa Catarina".
De notável interesse histórico-arqueológico é a cripta da igreja: as escavações no local na década de 1970 possibilitaram uma melhor definição da topografia da Roma Antiga neste local e deram uma boa visão dos primeiros séculos da antiga diaconia de São Vito.

## Galeria

Imagens da igreja
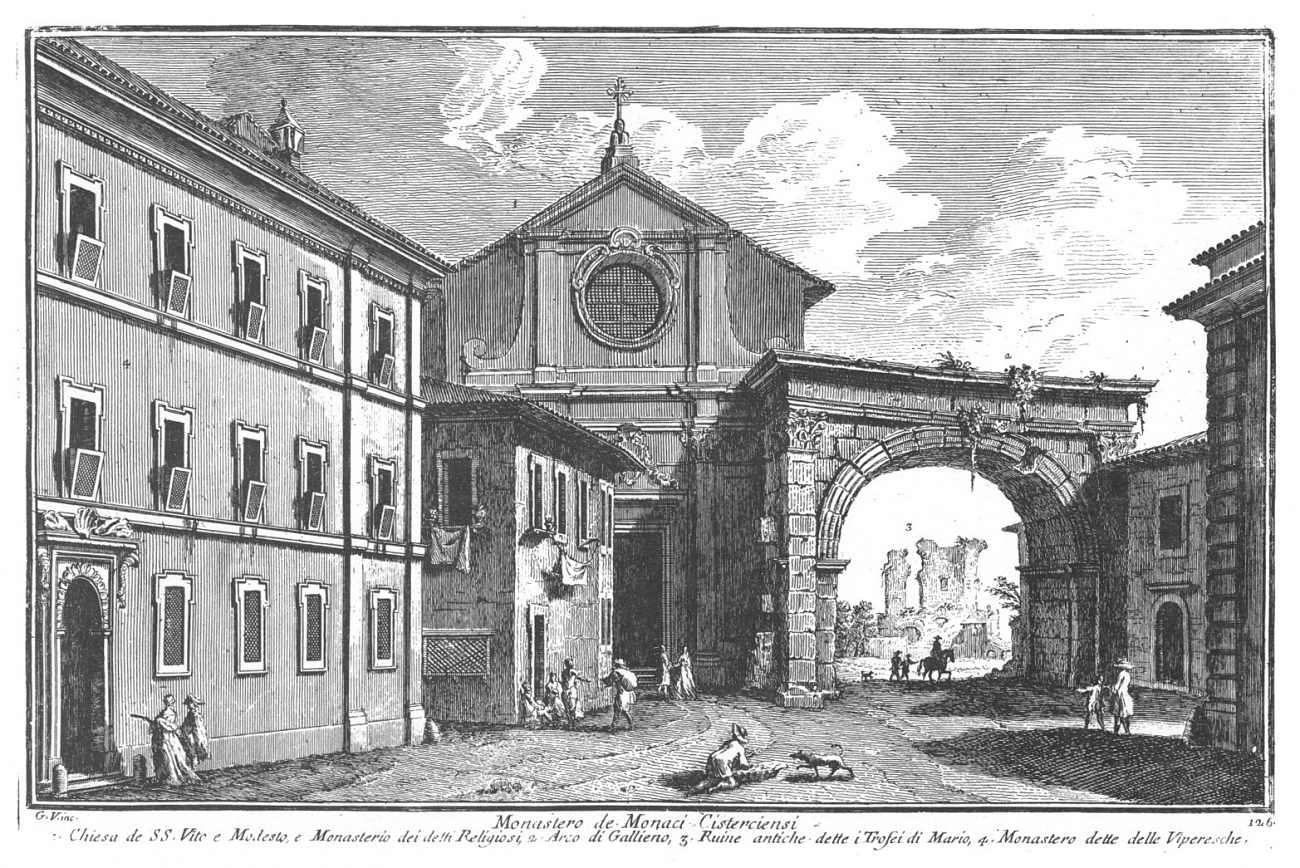
Gravura de Vasi (séc. XVIII), mostrando o mosteiro cisterciense à esquerda, ao lado da igreja.
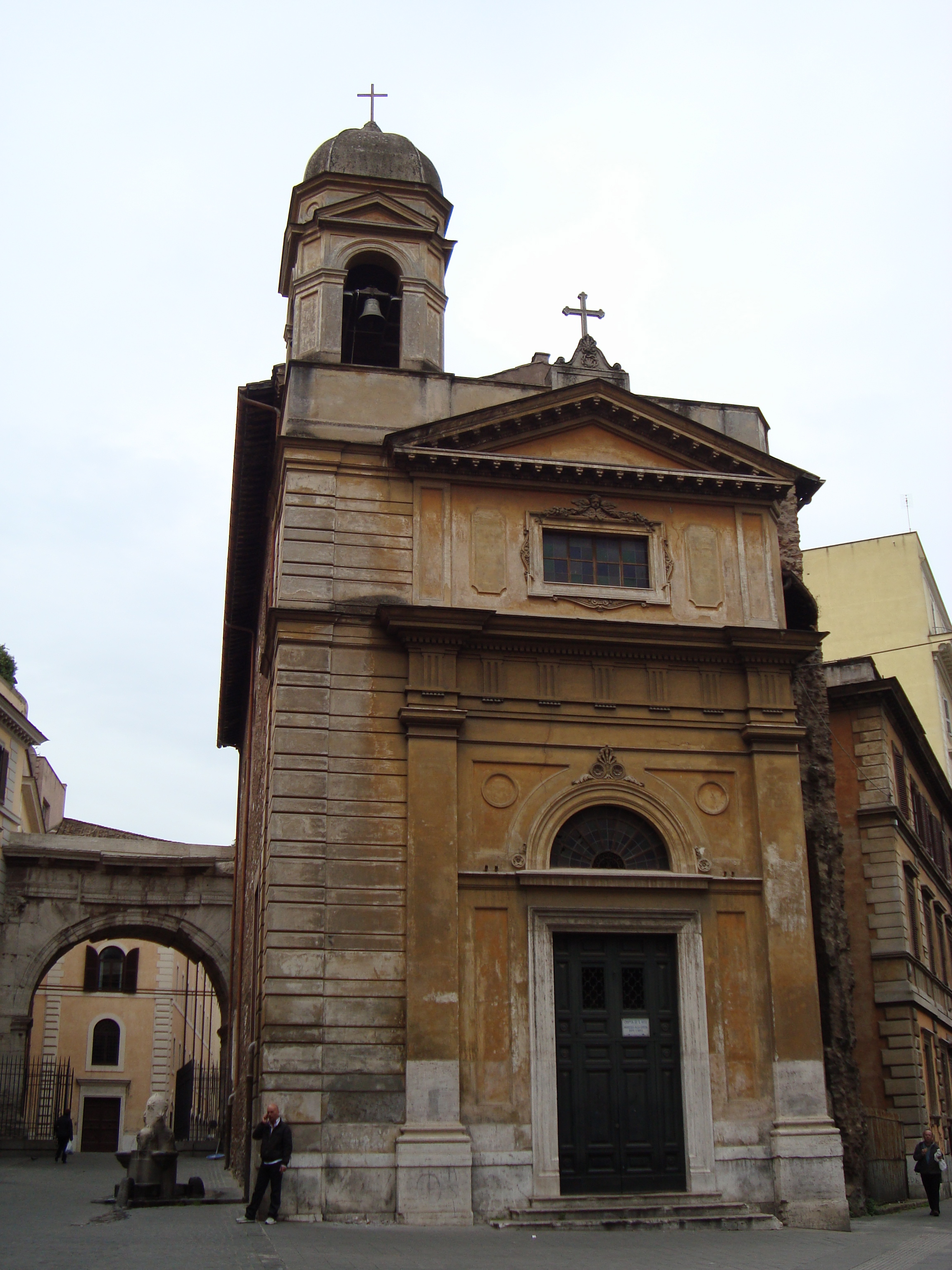
A fachada da igreja na via San Carlo (1902).
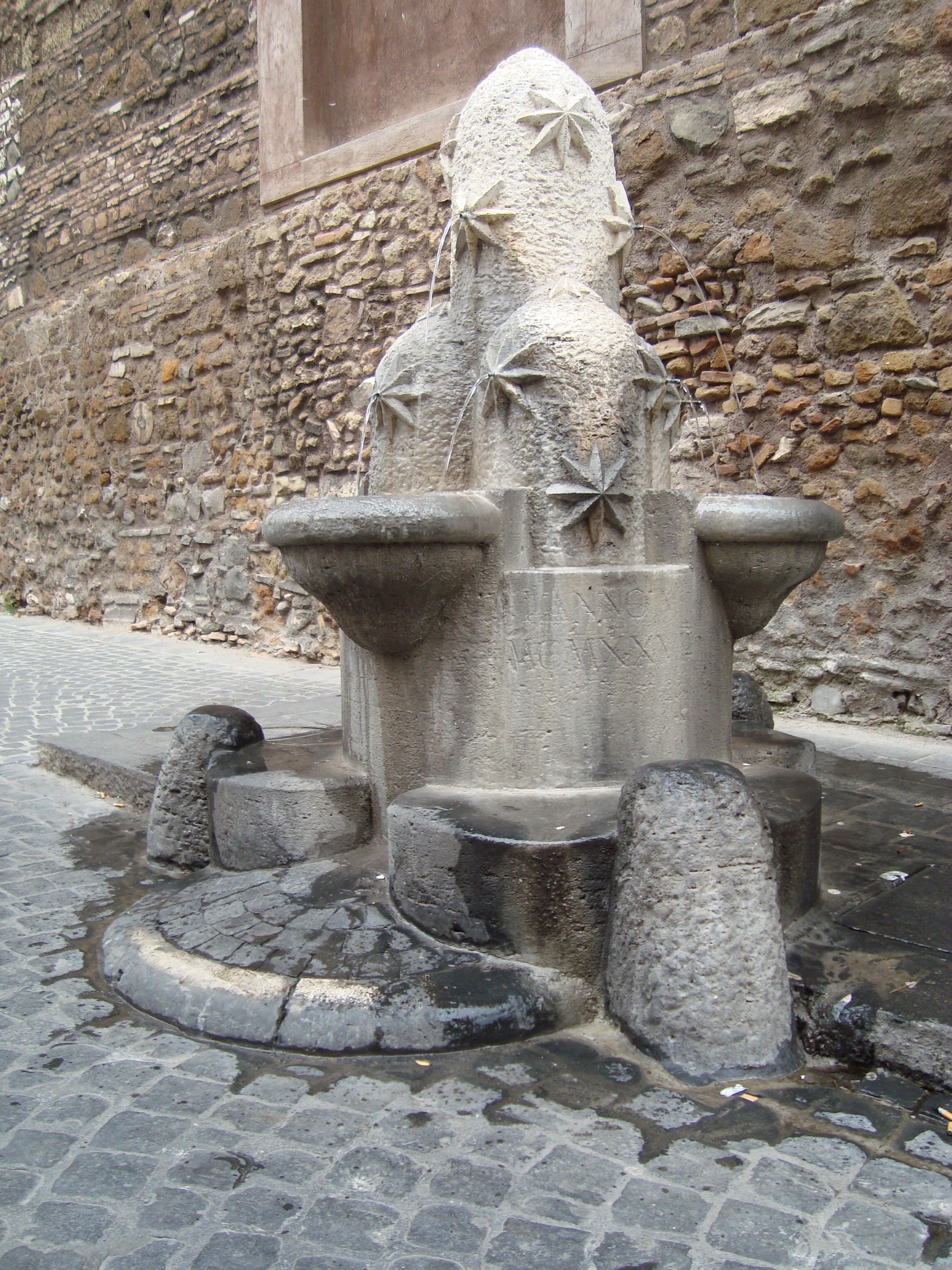
Fontana dei Monti, construída na mesma época da nova fachada.
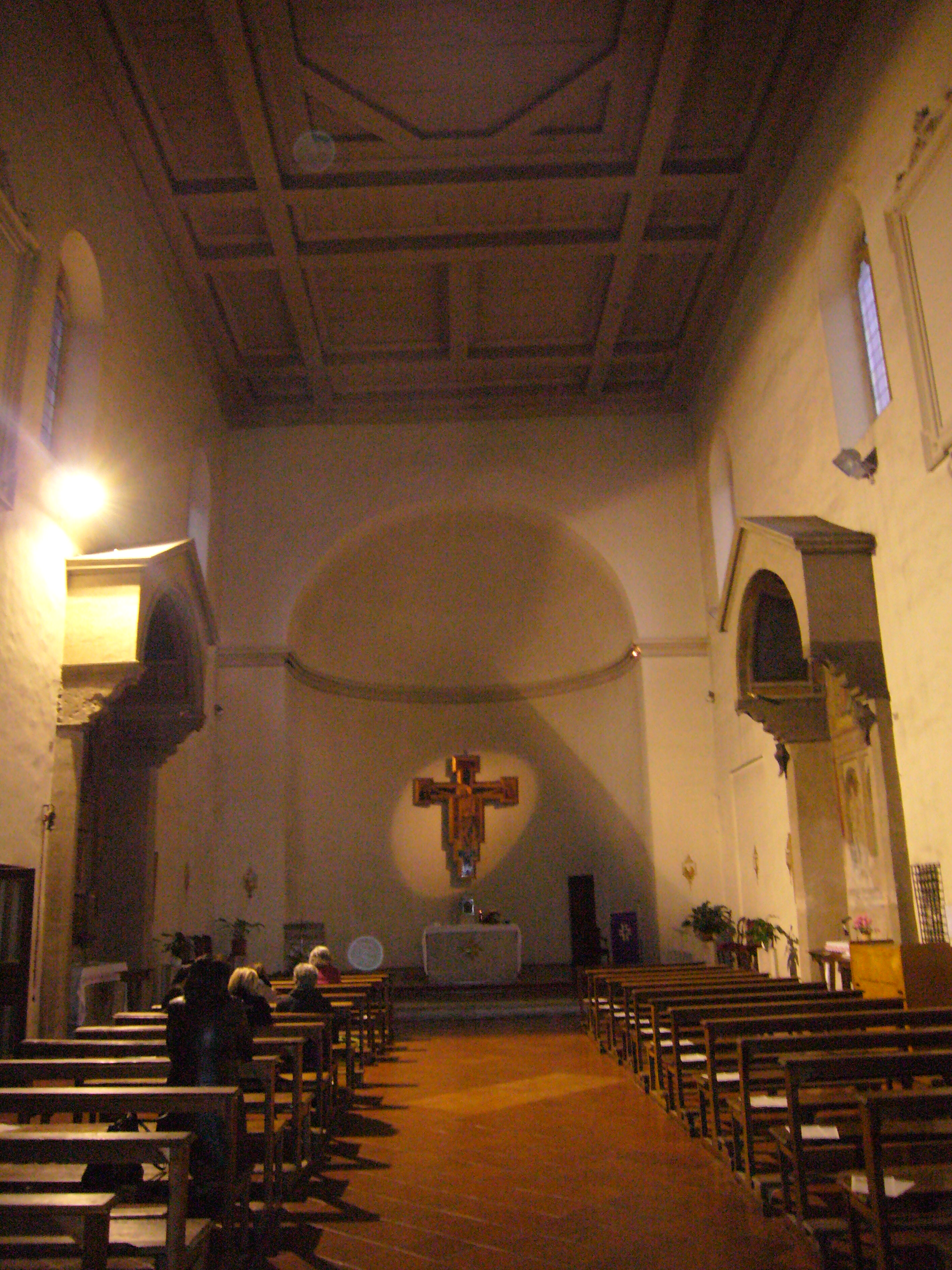
Interior.
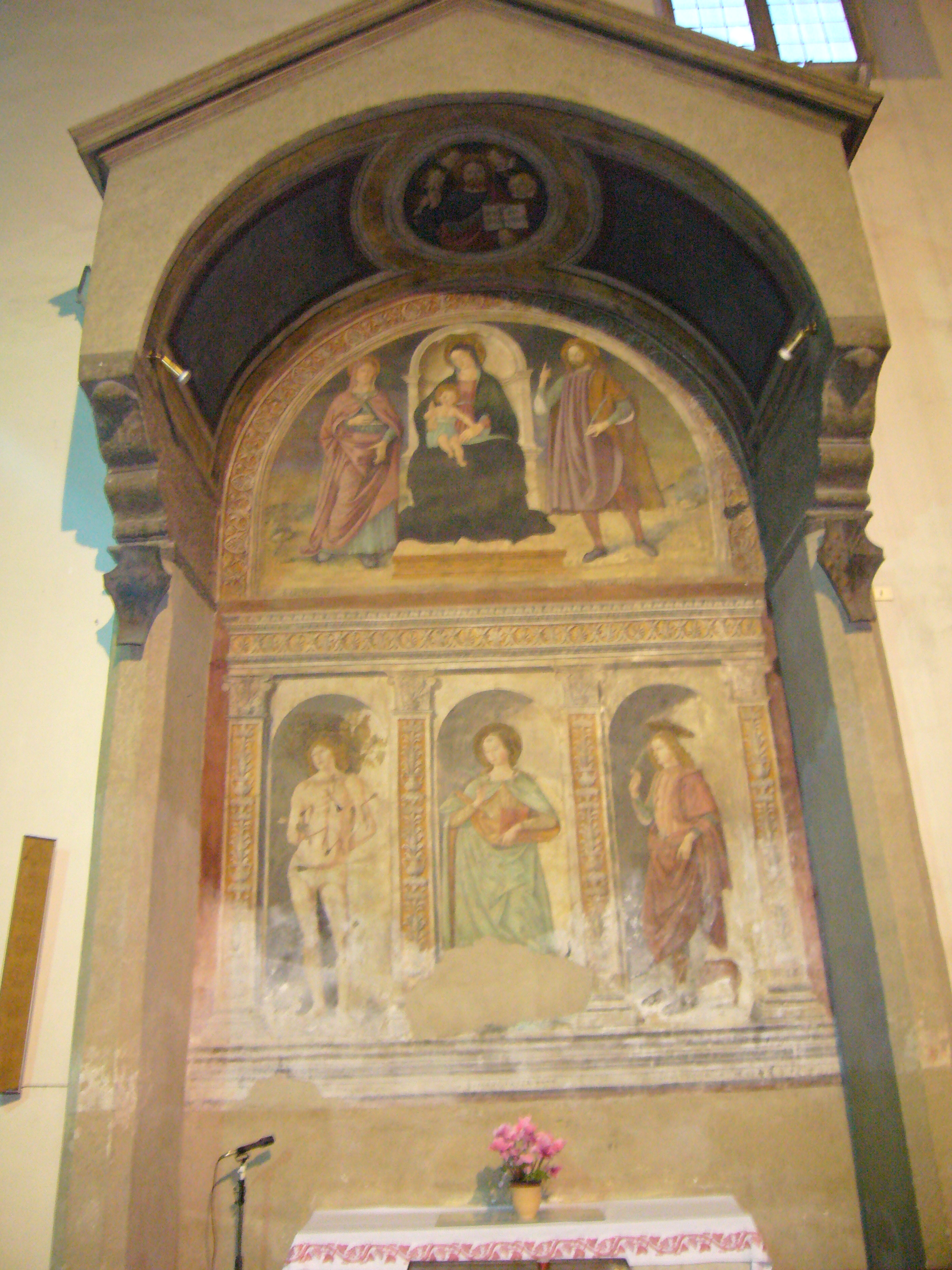
Afresco atribuído a Antoniazzo Romano (ou Melozzo da Forlì)